# Fritz Wepper
Pour les articles homonymes, voir Wepper.
Fritz Wepper, né le 17 août 1941 à Munich où il meurt le 25 mars 2024, est un acteur allemand.

## Biographie

### Origines familiales
Fritz Wepper est le fils de Friedrich Karl Wepper (1916-1945), juriste, disparu au combat en Pologne pendant la Seconde Guerre mondiale et de Wilhelmine Brodbeck (1920-2009). Friedrich Karl Wepper appartenait à la 25e Panzerdivision, qui subit de lourdes pertes à l'hiver 1945 lors de lourdes batailles de retraite sur la Vistule sur la tête de pont près de Warka. Il est inhumé au cimetière militaire de Puławy. Fritz Wepper a un frère cadet, Elmar Wepper, également acteur.

### Carrière
Fritz Wepper débute à onze ans en montant sur les planches avec son frère, Elmar, dans une adaptation de Peter Pan. A 18 ans, il décroche un premier rôle au cinéma dans Le Pont de Bernhard Wicki, un film inspiré d'une histoire vraie.
Sa carrière commence en 1955 et on peut le voir dans Trois chambres à Manhattan de Marcel Carné, Cabaret de Bob Fosse et Le Dernier Combat de Luc Besson.
En 1966, il joue le rôle d'Harry Klein dans la série policière allemande Der Kommissar, au cours de 66 épisodes.
En 1974, Fritz Wepper reprend ce même personnage, cette fois-ci dans la série policière Inspecteur Derrick (281 épisodes) réalisée par Herbert Reinecker. Il est l'adjoint de l'Inspecteur principal Stephan Derrick, joué par Horst Tappert.
Notons qu'en 1968, il est déjà aux côtés de Horst Tappert dans L'Homme à l'œil de verre d’Alfred Vohrer.
En 2002, il entame 251 épisodes de la série allemande, moins connue que l’inspecteur Derrick sur le plan international, Um Himmels Willen.
De 2007 à 2017, il joue le personnage principal de la série Meurtre en haute société (Mord in bester Gesellschaft (de) - 15 épisodes), dans laquelle il campe le rôle d'un psychiatre, le Dr. Wendelin Winter, qui enquête, avec l'aide de sa fille Alexandra (interprétée par sa propre fille dans la vie, l'actrice Sophie Wepper (de)), sur des meurtres commis dans la haute société allemande.

### Vie privée
Fritz Wepper se marie en 1979 avec Angela von Morgen (1942-2019), ex-princesse de Hohenzollern et petite-fille de Curt von Morgen avec laquelle il est le père de l’actrice Sophie Wepper   , née le 18 octobre 1981.
De 2009 à 2012, il a une liaison avec Susanne Kellerman (de), une actrice née en 1974 et qui met au monde une fille Filippa Valentina, en 2011. Après cette courte liaison, il se remet avec Angela von Morgen.
En mars 2021, Fritz Wepper se retrouve en soins intensifs, quelques mois après avoir révélé être atteint d'un cancer de la peau. Après des mois d'hospitalisation, et après avoir été plongé dans le coma, il annonce moins d'un an plus tard, en février 2022, avoir vaincu son cancer,.

### Anecdote
Le 28 janvier 2016, Fritz Wepper fait une apparition sur le plateau de Touche pas à mon prime en tant que « cadeau » de Camille Combal : ce dernier parodiant en effet régulièrement la série Inspecteur Derrick dans Touche pas à mon poste !.

## Filmographie sélective

### Films
- 1955 : Der dunkle Stern d’Hermann Kugelstadt
- 1956 : Tischlein deck dich de Jurgen von Alten : Michel
- 1957 : Eine verrückte Familie/Heute blau und morgen blau de Harald Philipp : Hermann Bunzel
- 1959 : Le Pont (Die Brücke) de Bernhard Wicki : Albert Mutz
- 1960 : Mein Schulfreund de Robert Siodmak : Paul
- 1961 : Question 7 de Stuart Rosenberg : Heinz Dehmert
- 1962 : Le Grand Retour d’Arthur Hiller : le cavalier Hans
- 1964 : Kennwort... Reiher de Rudolf Jugert : Philip
- 1965 : Trois chambres à Manhattan de Marcel Carné : Fabien
- 1967 : Wenn es Nacht wird auf der Reeperbahn de Rolf Olsen : Till Voss
- 1968 : Der Arzt von St. Pauli de Rolf Olsen : Hein Jungermann
- 1968 : L'Homme à l'œil de verre (Der Mann mit dem Glasauge) d’Alfred Vohrer : Lord Bruce Sharringham
- 1969 : Nuits blanches à Hambourg (Auf der Reeperbahn nachts um halb eins) de Rolf Olsen : Till Schippmann
- 1970 : Nachbarn sind zum Ärgern da de Peter Weck : Jürgen
- 1970 : Wir hau'n die Pauker in die Pfanne de Harald Reini : Hubert Böhm
- 1970 : The games de Michael Winner : Gregorye Kovanda
- 1972 : Was geschah auf Schloß Wildberg? de Franz Antel : Linnau
- 1972 : Cabaret de Bob Fosse : Fritz Wendel
- 1983 : Le Dernier Combat (Der letzte Kampf) de Luc Besson : le capitaine

### Téléfilms
- 1963 : Der eingebildete Doktor de Rolf von Sydow : Franz
- 1968 : Othello de Franz Peter Wirth, d’après la pièce du même nom de Shakespeare : Rodrigo
- 1971 : Olympia-Olympia de Kurt Wilhelm
- 1994 : Tierärztin Christine 2 - eine Frau kämpft sich durch d’Otto Retzer : Christoph Lautenbacher
- 1996 : Drei in fremden Kissen d’Otto Retzer : Otto König
- 1999 : Die blaue Kanone d’Otto Retzer : Harry Gross
- 2000 : Zum Glück verrückt – eine unschlagbare Familie de Klaus J. Rumpf : Franz Krause
- 2001 : Le Crime de l'Orient-Express (Murder on the Orient Express) de Carl Schenkel : Wolfgang Bouc
- 2001 : Vera Brühne de Hark Bohm : Dr Wallner
- 2002 : Drei unter einer Decke de Peter Wecke : Otto König
- 2002 : Hochwürden wird Papa d’Otto Retzer : Oskar Lindner
- 2004 : Ein Gauner Gottes d’Helmut Metzger : Johannes Keinath
- 2004 : Ein Engel namens Hans-Diete de Hajo Gies : Hans-Dieter Anhaüser
- 2004 : Männer im gefährlichen Alter de Hajo Gies : Henry Malek
- 2005 : Nicht ohne meinen Schwiegervater de Michael Karen : Heinrich Givenbeck
- 2006 : Das Weihnachts-Ekel de Joseph Vilsmaier : Robert Lahnstein
- 2006 : Nicht ohne meine Schwiegereltern de Martin Gies : Heinrich Gievenbeck
- 2007 : Ein unverbesserlicher Dickkopf de Michael Faust : Baltasar Pelkofer
- 2010 : Gräfiches Roulette d’Ulrich König : Emanuel Graf zu Trips
- 2011 : Lindburgs Fall de Franziska Meyer Price : Peter Lindburg

### Séries télévisées
- 1967 : Studenten : Martin Groth
- 1968-1974 : Der Kommissar (66 épisodes) : Harry Klein
- 1974-1998 : Inspecteur Derrick (281 épisodes) : Harry Klein
- 1994-2001 : Zwei Brüder (17 épisodes) : Christoph Thaler
- 2000 : Das Traumschiff : Traumschiff 2000 Bali : Bernd Lohmeyer
- 2001 : Das Traumschiff : Mexiko
- 2002 : Der Bulle von Tölz : Mord mit Applaus : Gesireiter
- 2002-2020 : Um Himmels Willen (251 épisodes) : Wolfgang Wöller
- 2003 : In aller Freundschaft : Eifersucht : Matthias Hofer
- 2004 : Tatort: Abseits : Harmut Utz
- 2004 : Das Traumschiff : Samoa : Guido Weber
- 2007 : Rikets Røst (3 épisodes) : Harry Klein
- 2007-2017 : Mord in bester Gesellschaft (15 épisodes) : Dr Wendelin Winter
- 2008 : Unser Mann im Süden (4 épisodes) : Heinrich Hammerstein

## Doublage
- 2004 : Derrick - Le devoir n'attend pas (de)